# Абду-ль-Гани аль-Майдани
Шейх Абду-ль-Гани ибн Талиб аль-Гунайми (араб. عبد الغني الغنيمي‎) — исламский богослов, правовед ханафитского мазхаба, хадисовед, языковед. Известен обширными знаниями и стремлением применять их на практике. Поскольку район, где он родился, до сих пор носит это имя, он также стал известен в народе как аль-Майдани (араб. الميداني‎).

## Биография
Его полное имя: Абду-ль-Гани ибн Талиб ибн Хамада ибн Ибрахим ибн Сулейман аль-Гунайми ад-Димашки аль-Майдани аль-Ханафи. Родился в 1806 году в районе Майдан на юге Дамаска.
Выучив Коран наизусть, он учился у известных учёных Дамаска той эпохи. К ним относятся:
1. Шейх Умар аль-Муджтахид ад-Димашки;
2. ханафитский юрист Саид аль-Халаби (впоследствии ад-Димашки);
3. хадисовед и самый известный юрист Леванта (Шама) Шейх Имам Аляу-д-дин Ибн Абидин;
4. шафиитский юрист Абду-ль-Гани ас-Сакати;
5. ханафитский юрист Ибн Абидин;
6. Абду-р-Рахман ибн Мухаммад аль-Кузбари аш-Шафии, автор ас-Сабата;
7. Ахмад Бибарс;
8. шафиитский юрист Хасан ибн Ибрахим аль-Байтар.

Было написано много поэтических стихов, восхваляющих аль-Майдани, которые можно найти в «Хилья аль-Башар фи Тарих аль-Карн ас-Салис Ашар» шейха Абду-р-Раззака аль-Байтара (см. 2 том, стр. 867—870).
Когда в 1860 году вспыхнули беспорядки между мусульманами и христианами, он сыграл значительную роль в устранении хаоса и восстановлении порядка. Он был описан как далёкий от антагонизма и трайбализма из-за его набожности и удалённости от материального мира.
Многие богословы Шама и других областей учились у него, в том числе Алляма Имам Шейх Тахир аль-Джазарири и Устаз Саид аш-Шартуни аль-Любнани ан-Насрани.
Аль-Майдани умер в 1880 году.

## Труды
Шейх аль-Майдани не был плодовитым автором, но его немногочисленные работы были одними из лучших. Наиболее известна его книга по ханафитскому фикху «аль-Любаб фи Шарх аль-Китаб». Когда аль-Китаб упоминается среди ханафитов, имеется в виду «Мухтасар аль-Кудури». Имам аль-Кудури был ханафитским юристом и традиционалистом. Именно с ним заканчивается лидерство ханафитов в Ираке. Он родился в 973 году и умер в 1037 году. Он также был одним из учителей историка хафиза аль-Хатиба аль-Багдади.
«Мухтасар аль-Кудури» считается одной из самых надёжных книг ханафитской школы, которой ханафиты пользуются и по сей день. По этой причине шейх аль-Майдани взял на себя задачу написать комментарий к нему и разъяснить его содержание. Он стремился соотнести избранные и устоявшиеся правовые позиции. Эта книга получила широкое признание при его жизни и после его смерти. Согласно наиболее достоверным сообщениям он закончил писать её 13-го рамадана 1266 года хиджры (1849 г.). Однако Исмаил Баша аль-Багдади в «Хадийя аль-Арифин» и Саркис в «Муджам аль-Матбуат» полагают, что это произошло в 1267 году хиджры (1850 г.).
Первое издание этой книги было впервые опубликовано при жизни автора в Кастанании/Асатине (современный Стамбул) в 1857—1858 годах. После этого были напечатаны многочисленные издания. Многие из тех изданий, что напечатаны в Египте, полны ошибок, за исключением тех, которые были откорректированы Устазом Мухаммадом Мухйиу-д-дином Абду-ль-Хамидом.
Шейх Абду-ль-Фаттах Абу Гудда отмечает, что он провёл время в Дамаске в 1958 году, чтобы просмотреть все рукописи шейха аль-Майдани. К ним относятся:
- Шарх аль-Марах фи ас-Сарф (133 страниц)
- Шарх 'Акида аль-Имам ат-Тахави (100 страниц)
- Кашф аль-Ильтибас 'амма аврадаху аль-Имам аль-Бухари 'аля Ба’д ан-Нас (35 страниц).